# Предсказуемая иррациональность
Предсказуемая иррациональность: скрытые силы, формирующие наши решения — книга Дэна Ариэли 2008 года, в которой он подвергает сомнению предположения читателей о принятии решений, основанных на рациональном мышлении. Ариэли объясняет: «Моя цель к концу этой книги — помочь вам фундаментально переосмыслить то, что движет вами и окружающими вас людьми. Я надеюсь привести вас туда, представив широкий спектр научных экспериментов, открытий и анекдотов, которые во многих случаях довольно забавны. Как только вы увидите, насколько систематичны определенные ошибки — как мы повторяем их снова и снова — я думаю, вы начнете узнавать, как избегать некоторых из них» Книга переиздана в «исправленном и расширенном издании».
Ариэли обсуждает множество способов мышления и ситуаций, которые могут исказить традиционную теорию рационального выбора.
На русском языке книга была издана в 2010 году издательством «Манн, Иванов и Фербер».

## Об авторе
Дэн Ариели — психолог, профессор поведенческой экономики в Массачусетском технологическом институте в Кембридже. Работает приглашенным профессором в Университете Дьюка в Дареме. В своей книге Дэн Ариели отмечает, что иррациональное поведение не является хаотичным, оно скорее подчинено определенным моделям и может быть вполне предсказуемым. Автор считает, что человек может преодолеть систему поведенческих реакций, которая была ему навязана. Книга написана для читателей, которым нужна помощь, чтобы выбраться из предсказуемой иррациональности

## Краткое содержание

### Правда об относительности
В главе 1 Ариэли описывает то, как люди часто относятся к своему окружению с точки зрения их отношения к другим; так устроен человеческий мозг. Люди не только сравнивают любые вещи, но и сравнивают те вещи, которые легко сопоставить. Например, если предоставить следующие варианты медового месяца — Париж (с бесплатным завтраком), Рим (с бесплатным завтраком) и Рим (без завтрака), большинство людей, вероятно, выберут поездку Рим с бесплатным завтраком. Причина в том, что легче сравнивать два варианта Рима, чем Париж и Рим. Ариэли также объясняет роль эффекта приманки (или эффекта асимметричного доминирования) в процессе принятия решения. Эффект приманки — это явление, при котором потребители будут иметь тенденцию к определенному изменению предпочтений между двумя вариантами, когда также предлагается третий вариант, в котором преобладает асимметрия. Этот эффект является «секретным агентом» во многих решениях. В примере с вариантами медового месяца Рим без бесплатного завтрака является приманкой (Это делает Рим с завтраком лучше, чем Рим без завтрака. Сравнивать Рим и Париж сложно, поэтому простое сравнение Рима делает более вероятным выбор Рима, а не Парижа). Из-за этого Париж выглядит хуже Рима с бесплатным завтраком. Относительность помогает людям принимать решения, но также может сделать их несчастными. Люди сравнивают свою жизнь с жизнью других, что приводит к зависти и неполноценности. Ариэли завершает главу словами «чем больше у нас есть, тем больше мы хотим» и его предлагаемое лекарство — разорвать круговорот теории относительности. Чтобы разорвать этот круг, люди могут контролировать то, что происходит вокруг них. Сосредоточение внимания на меньших «кругах» может повысить относительное счастье, равно как и изменение этого фокуса с узкого на широкий. При рассмотрении вопроса об обновлении телефона потребитель мог подумать о том, что еще он мог бы купить на деньги, которые он потратил бы на обновление.
В этой главе также исследуется независимость нерелевантных альтернатив и идея зависимости от меню.

### Заблуждение спроса и предложения
В главе 2 рассказывается о том, что потребители покупают товары в зависимости от их ценности, качества или доступности — часто ориентируются по всем трем параметрам. Методы присвоения стоимости объекту, не имеющему предыдущей стоимости, например, таитянская черная жемчужина, подвержены иррациональному ценообразованию. Ценность может быть присвоена так же легко (произвольно), как если бы вы разместили красивую рекламу с «одинаково» ценными предметами и высокой ценой в витрине магазина на Пятой авеню. Когда потребители покупают продукт по определенной цене, они «привязываются» к этой цене, то есть они связывают начальную цену с одним и тем же продуктом в течение определенного периода времени. Якорная цена определенного объекта, скажем, плазменного телевизора, отныне будет влиять на то, как они воспринимают стоимость всех плазменных телевизоров. Другие цены будут казаться низкими или высокими по сравнению с исходным якорем. Другими словами, решения о будущих покупках ЖК-телевизоров становятся согласованными после того, как в сознании потребителя установлена начальная цена. На самооценку человека оказываемых услуг также могут повлиять якорные цены; можно иррационально оценивать свои способности или услуги на основе предложенной цены привязки. Используя концепции якорной цены и произвольной согласованности, Ариэли бросает вызов теории спроса и предложения . Он утверждает, что спросом, определяющим рыночные цены, можно легко манипулировать. Кроме того, спрос и предложение зависят друг от друга (предлагаемые производителем розничные цены влияют на готовность потребителей платить). Наконец, автор утверждает, что отношения между спросом и предложением основаны на памяти, а не на предпочтениях.

### Стоимость нулевой стоимости
В главе 3 Ариели объясняет, как люди реагируют на слова «бесплатно» и «ноль». Люди принимают решения, не рационализируя результаты своего выбора. Чтобы проиллюстрировать этот момент, Ариэли провел несколько экспериментов. Результат был стабильным: когда сталкивались с несколькими вариантами, обычно выбирался бесплатный вариант. С возможностью получить что-то бесплатно реальная стоимость продукта или услуги больше не учитывается. Ариэли утверждает: «У большинства транзакций есть как положительные, так и отрицательные стороны, но когда что-то БЕСПЛАТНО! Мы забываем о недостатках. БЕСПЛАТНО! дает нам такой эмоциональный заряд, что мы воспринимаем то, что предлагается, намного более ценно, чем оно есть на самом деле».
Концепция Ариэли «БЕСПЛАТНО!» касается не только денежных и количественных затрат, но и времени. Мы тратим время на ожидание в очереди за бесплатным попкорном или на вход в музей в день бесплатного входа. В то время мы могли заниматься чем-нибудь другим. В конечном итоге он демонстрирует, как такую простую концепцию можно использовать для управления бизнесом и социальной политикой. Например, чтобы снизить расходы на здоровье, компании могут предлагать бесплатные регулярные проверки. Сотрудники были бы более склонны получать их по нулевой цене, а не платить некоторую сумму денег. Ариэли рекомендует учитывать чистую выгоду от выбора, который мы делаем в отношении предпочтений и денег. Возможно, мы бы заключили более выгодную сделку и даже сэкономили бы деньги, если бы не отреагировали на бесплатность так, как мы это делаем.

### Получение зарплаты vs. Дружеская услуга
В главах 4 и 5 Ариэли подробно рассказывает о различиях между социальными нормами, которые включают дружеские просьбы, при которых мгновенная окупаемость не требуется, и рыночными нормами, которые учитывают важность заработной платы, цен, арендной платы, рентабельности и погашения.
Он также объясняет, как их сочетание может создавать неприятные ситуации. Автор отмечает, что люди счастливы делать что-то время от времени, когда им за это не платят. На самом деле есть ситуации, когда на результат работы негативно влияет выплата небольших сумм денег. Тесты показали, что работа, выполненная в качестве «услуги», иногда дает гораздо лучшие результаты, чем оплаченная работа.
Например, AARP попросила некоторых юристов предоставить нуждающимся пенсионерам услуги по цене около 30 долларов. Адвокаты предложение не приняли. Однако, когда их попросили предложить услуги бесплатно, они согласились. Эксперименты также показали, что предложение небольшого подарка никого не обидит (подарок подпадает под социальные нормы), но упоминание денежной стоимости подарка требует рыночных норм.
Ариэли рассказывает о том, как социальные нормы переходят в рыночные нормы. Cлоган группы компаний State Farm’s «State Farm здесь, как добрый сосед» представляет собой пример, когда компании пытаются установить контакт с людьми на социальном уровне, чтобы завоевать доверие и позволить покупателю не обращать внимания на незначительные нарушения. Автор приходит к выводу, что «деньги, как оказалось, — самый дорогой способ мотивировать людей. Социальные нормы не только дешевле, но и зачастую более эффективны».

### Эмоции при принятии решений
В главе 5 Ариэли сотрудничал с близким другом Джорджем Левенстайном, профессором экономики и психологии Университета Карнеги-Меллона, чтобы проверить влияние возбуждения на принятие решений в эмоциональных ситуациях. Ариэли и Левенстайн решили проверить влияние сексуального возбуждения на принятие решений у мужчин студенческого возраста в Калифорнийском университете в Беркли. Используя компьютеры для стимуляции сексуального возбуждения, они определили, что в возбужденном состоянии молодые люди с большей вероятностью совершат действие, которое они обычно не рассматривали бы. Используя эти данные, Ариели утверждает, что другие эмоциональные ситуации, такие как гнев, разочарование и голод, могут вызвать аналогичные эффекты при принятии решений. В таких ситуациях наше поведение полностью контролируется эмоциями. Мы не те, кем себя считали. Независимо от того, сколько у нас опыта, мы принимаем иррациональные решения каждый раз, когда находимся под влиянием возбуждения. Кроме того, он предлагает идеи по улучшению нашей способности принимать решения в других ситуациях, которые вызывают эмоции, таких как безопасный секс, безопасное вождение и принятие других жизненных решений. Например, Ariely предлагает систему OnStar, которая потенциально может снизить количество автомобильных аварий среди подростков, выполняя такие задачи, как изменение температуры в машине или дозвон матери подростка, когда машина превышает установленную скорость.

### Проблема прокрастинации и самоконтроля
В главе 7 показано, что за последнее десятилетие американцы проявили на удивление мало самоконтроля. Ариэли винит в этом отсутствии самоконтроля два состояния людей, в которых они выносят свои суждения, — холодное состояние и горячее состояние. В нашем холодном состоянии мы принимаем рациональные долгосрочные решения, тогда как в нашем горячем состоянии мы поддаемся немедленному удовлетворению и откладываем решения, принятые в холодном состоянии.
Ариэли описывает откладывание этих целей ради немедленного удовлетворения как прокрастинацию. При наличии надлежащих мотиваторов, таких как крайние сроки и штрафы, люди с большей готовностью соблюдают сроки или долгосрочные цели. Автор утверждает, что, основываясь на своем опыте работы со своими учениками, сроки, установленные авторитетными лицами, такими как учителя и руководители, заставляют нас начинать работу над конкретной задачей раньше. Если мы сами установим сроки, мы можем не работать хорошо. Более того, мы не начнем продвигаться к выполнению задачи до тех пор, пока не подойдем к крайнему сроку.
Ариэли также применяет свои теории к другим аспектам жизни, таким как здравоохранение и сбережения. Необходимость внести залог в кабинете врача повысит вероятность того, что люди не будут откладывать визит и придут на прием. Далее он говорит, что, если бы последствий такого подхода было бы больше, люди с большей вероятностью достигали бы своих целей, не опаздывали бы на встречи, соблюдали бы сроки и т. д., запланированные в спокойном состоянии. Ариэли также развивает свою идею кредитных карт с самоконтролем. При подаче заявки на получение такой карты пользователи могут решить, сколько они могут потратить в каждой категории и что произойдет, когда они превысят свой лимит.

### Высокая цена владения
В главе 8 Ариэли обсуждает, как мы переоцениваем то, что имеем, и почему принимаем иррациональные решения в отношении собственности. Идея собственности заставляет нас воспринимать ценность объекта намного выше, если объект принадлежит нам. Это иллюстрирует феномен эффекта наделения — присвоение более высокой стоимости собственности после передачи права владения. Автор начинает главу с примера того, как лотерея на получение пользующихся большим спросом баскетбольных билетов Университета Дьюка усиливает у студентов чувство ценности этих билетов. Студенты, которые фактически получили билеты, оценили их в десять раз больше, чем студенты, которые их не получили.
Ариэли приводит три причины, по которым мы не всегда мыслим рационально, когда дело касается нашего имущества:
1. Собственность — это настолько значимая часть жизни нашего общества, что мы склонны сосредотачиваться на том, что мы можем потерять, а не на том, что мы можем получить.
2. Связь, которую мы чувствуем с вещами, которыми мы владеем, затрудняет избавление от них.
3. Мы предполагаем, что люди увидят сделку нашими глазами.

Ариэли также перечисляет «особенности» владения, как он их называет. Одна из них заключается в том, что чем усерднее мы над чем-то работаем, тем больше мы начинаем воспринимать это как свою собственность. Возьмем, к примеру, сборку предмета мебели. Еще одна особенность заключается в том, что иногда чувство собственности предшествует фактическому владению, например, на онлайн-аукционах. Чтобы избежать эффекта обладания, Ариэли предлагает создать барьер между собой и материальными вещами, которые нас соблазняют ежедневно.

### Эффект ожиданий
В главе 9 Ариели и другие коллеги провели серию экспериментов, чтобы определить, могут ли предыдущие знания изменить реальный сенсорный опыт. Один из экспериментов проводился в Muddy Charles, одном из пабов Массачусетского технологического института. Посетившие паб студенты попробовали два сорта пива — Budweiser и MIT Brew (которое содержит бальзамический уксус).
В «слепом тесте» большинство предпочло модифицированный напиток, но когда им заранее сказали, что он был с добавлением уксуса, они выбрали оригинальный Budweiser. Другая группа студентов узнала о содержании уксуса сразу после того, как попробовала оба вида напитков. Тем не менее, они все же сообщили, что предпочитают это, доказывая, что знание после опыта не влияет на наше сенсорное восприятие.
Ариэли также утверждает, что ожидания формируют стереотипы. Стереотипы дают нам знания, предшествующие реальному опыту, и, таким образом, влияют на наше восприятие. Автор описывает эксперимент, в котором объективный экзамен по математике сдавали две группы американок азиатского происхождения. Перед прохождением теста женщинам из первой группы задавали вопросы по гендерным вопросам, тогда как второй группе нужно было ответить на вопросы по вопросам, связанным с расой. Вторая группа справилась лучше, чем первая, и оправдала ожидания азиатов по математике.
Ариэли заключает: «Ожидания могут влиять почти на все аспекты жизни». Он представляет аргумент, что ожидания могут преобладать над нашими чувствами, частично ослепляя нас от истины.

### Сила плацебо
В главе 10 Ариели начал с медицинской процедуры, называемой перевязкой внутренней артерии молочной железы при боли в груди. Интересный поворот произошел, когда кардиолог решил проверить эффективность этой процедуры, выполнив процедуру плацебо. Результат показал, что плацебо столь же эффективно, что поставило под сомнение эффективность первоначальной операции. Этот пример — один из многих, демонстрирующих силу плацебо в медицинской науке.
Хотя эффект плацебо сознательно и неосознанно практиковался на протяжении тысячелетий, интересное наблюдение, сделанное Ариэли и его сотрудниками, заключалось в том, что цены на прописанные лекарства можно также использовать в качестве плацебо. В конце этой главы был задан сложный моральный вопрос о том, следует ли более внимательно изучать эффект плацебо в медицине или даже устранять его систематически.

## Восприятие
В обзоре New York Times Дэвид Берреби сказал: «Предсказуемая иррациональность» — гораздо более революционная книга, чем позволяет думать ее безобидная манера. Это краткое изложение того, почему современные социальные науки все чаще рассматривают модель «рынок-знает-лучше» как сказку". В своей книге Ариэли пишет, что наше иррациональное «я» очень легко начинает стремиться к тем вещам, которые нам на самом деле не нужны. Он предлагал сделать кредитную карту, которая бы способствовала планированию покупок, и что если траты в месяце на шоколад превысят 50 долларов, то платеж будет отклонен. Если бы его предложение принял крупный банк, это бы позволило сократить расходы на 17 миллиардов долларов в год, которые зарабатывают банки на процентах по потребительских кредитных картах.
Критические рецензии на книгу появились также в «The Commentator» от 28 февраля 2008 года, автор Дирек Токаз.
В 2021 году книга получила высокие оценки экспертов программы Всенаука и стала доступна для бесплатного и легального скачивания Архивная копия от 9 февраля 2022 на Wayback Machine в рамках проекта Дигитека.

## Использованная литература
Dan Ariely. Predictably Irrational. — Harper Collins, 2008. — ISBN 978-0-06-135323-9.